# Повітрянодесантні формування Великої Британії

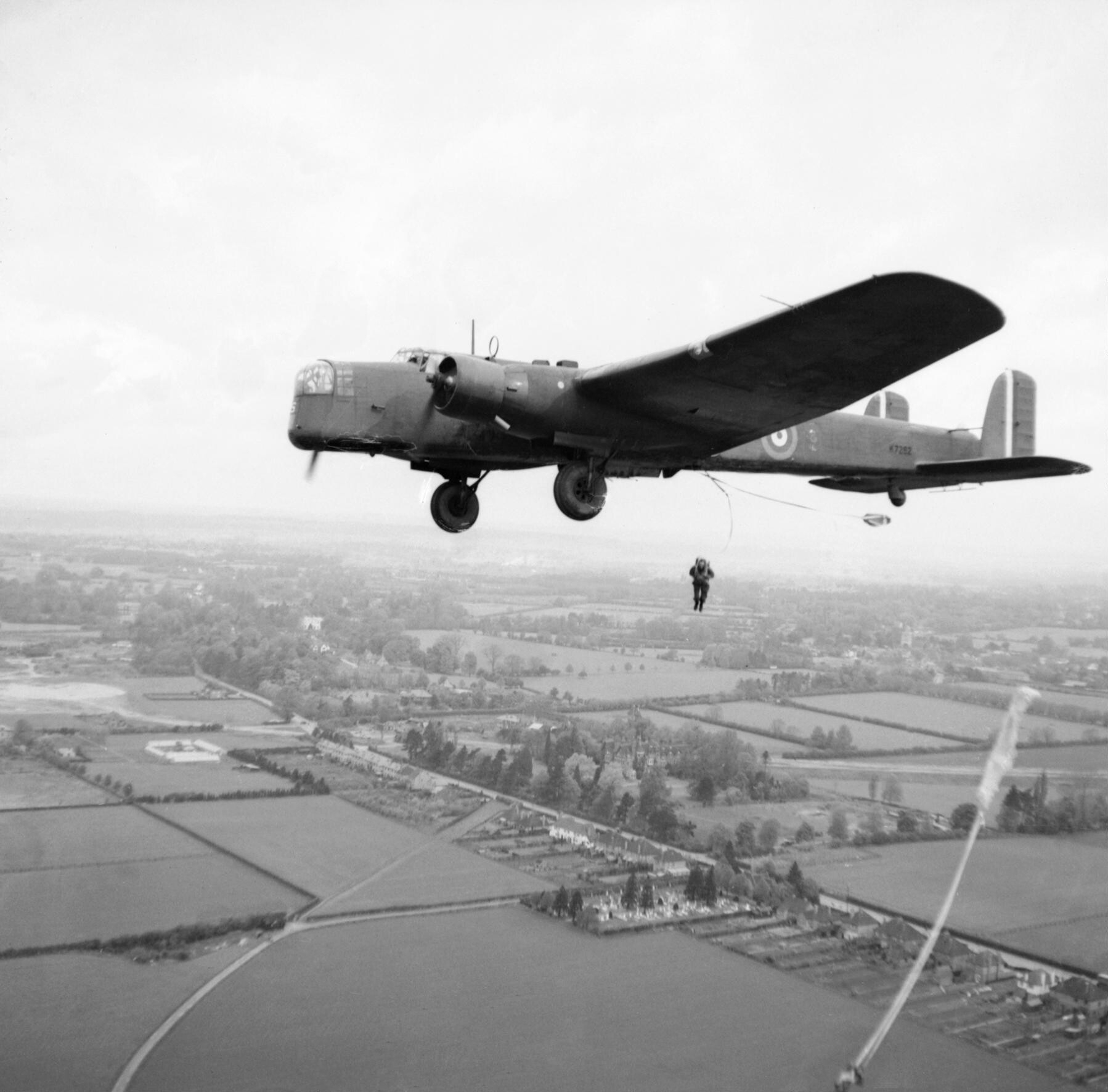
Показові стрибки британських парашутистів з переобладнаного бомбардувальника «Вітлі» перед королем Сполученого Королівства Георгом VI. 25 травня 1941

Повітрянодесантні формування Великої Британії (англ. British Airborne forces) — низка військових об'єднань, з'єднань, частин та окремих підрозділів легкоозброєної піхоти, що існувала та перебуває у складі британської армії Збройних сил Великої Британії. Визначені формування призначалися для доставки повітрям, висадки парашутним, планерним та комбінованим способами у тилу противника та ведення активних бойових дій у його тиловій зоні.
За станом на 2019 рік Збройні сили Великої Британії мають одну — 16-ту десантно-штурмову бригаду у складі 5-ї дивізії британської армії.

## Історія створення

### Формування перших підрозділів
Після перемоги в Першій світовій війні збройні сили Великої Британії почивали на заслужених лаврах й до початку 30-х років нагадували справжній заповідник застарілих форм ведення війни й до будь-яких новацій у даній області відносилися насторожено, а іноді й вороже. Намагання американського бригадного генерала У. Мітчелла, що в 1918 році наполягав на якнайшвидшому створенні великих повітрянодесантних формувань, в Англії знаходили ще менше прибічників, ніж у Сполучених Штатах. Гідного противника, на думку британських воєнних теоретиків, у Європі більше не було. «Війна за припинення всіх воєн» закінчилася повною перемогою Антанти, а будь-яке прагнення до посилення військової моці Німеччині або СРСР передбачалося задушити в зачатку посиленням економічного тиску. У цих умовах англійці вважали, що не існує потреби змінювати освячену століттями структуру збройних сил, а тим більше впроваджувати настільки екстравагантні ідеї, як висадка солдатів з повітря.
Але, іронія долі вже через 4 роки створила сумніви в правильності цих поглядів. Брак у досвіді застосування посадочних десантів британці повною мірою відчули тільки під час конфлікту в Іраку. Після отримання мандату на управління цією територією, що раніше входила до складу Османської імперії Британська імперія фактично перетворила її у свою напівколонію. З 1920 року в країні почалися активні бойові дії між військами Великої Британії і місцевим національно-визвольним рухом. З ціллю компенсувати нестачу мобільності своїх сухопутних військ у боротьбі з кінними загонами повстанців, англійці перекинули в Ірак з Єгипту значну кількість бойових літаків, у тому числі дві військово-транспортні ескадрильї. Під керівництвом віце-маршала авіації Джона Салмонда була розроблена спеціальна тактика дій ВПС при їхній участі в акціях з «умиротворення» заколотних територій. З жовтня 1922 року підрозділи ВПС брали активну участь у придушенні повстання.
Крім бомбардування населених пунктів і повітряних атак виявлених партизанських загонів, найважливішою функцією авіації стала висадка тактичних посадочних повітряних десантів у районах розташування формувань повстанців з метою їхнього стрімкого знищення або полону. Перша акція подібного роду була успішно проведена в лютому 1923 року, коли на околицях міста Кіркук був висаджений десант з 480 солдатами 14-го сикхського полку. Нова тактика опинилася дуже діючою — якщо раніше рухомі загони повстанців, маючи повну підтримку з боку населення, швидко втікали із загрозливих районів, то із цього часу їх всі частіше удавалося зненацька ефективно блокувати.

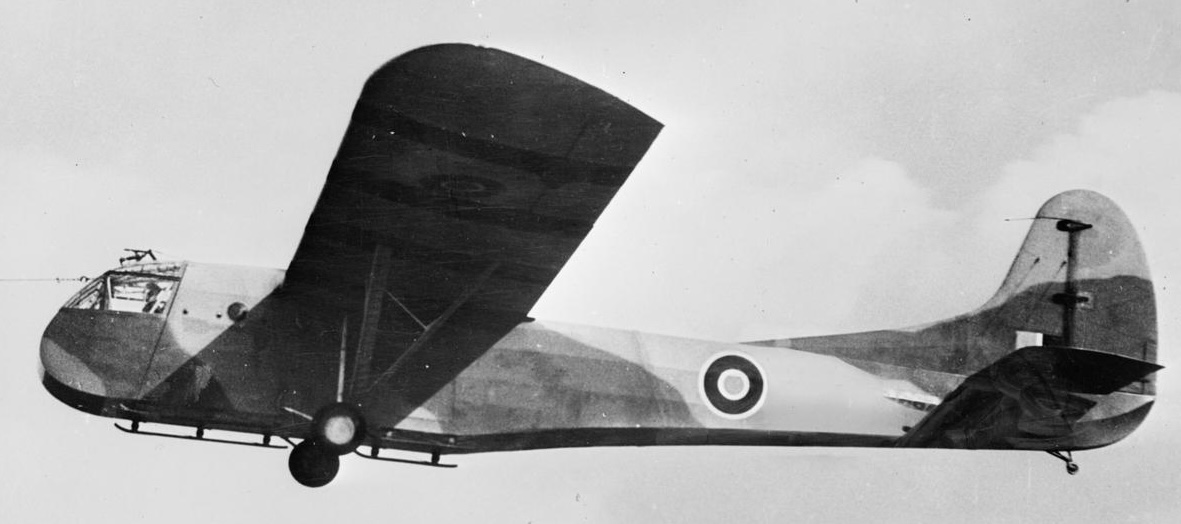
Планер британських повітрянодесантних військ Waco CG-4

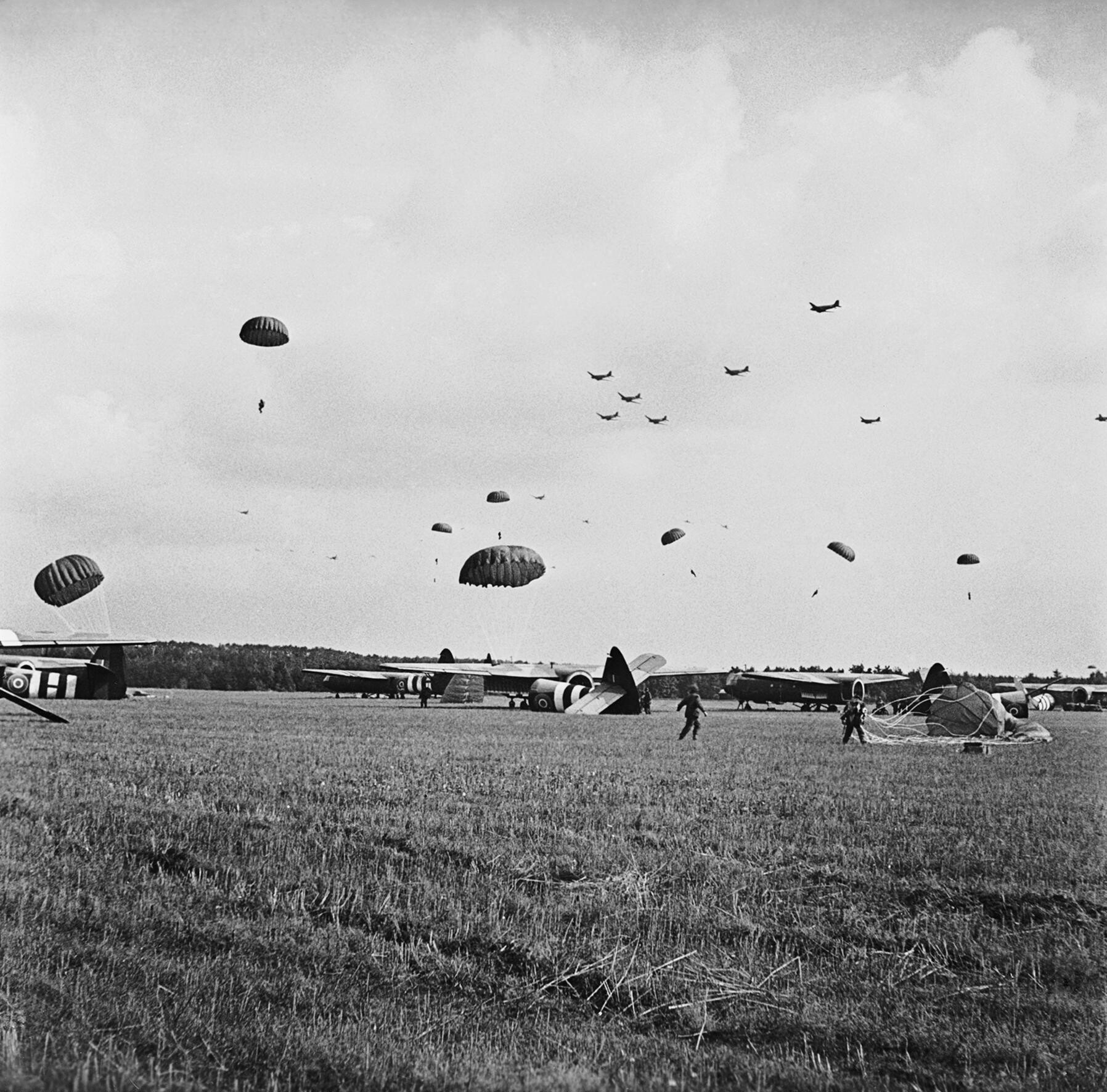
Парашутисти розвідувального батальйону проводять збір на майданчику приземлення. Операція «Маркет-Гарден». 17 вересня 1944

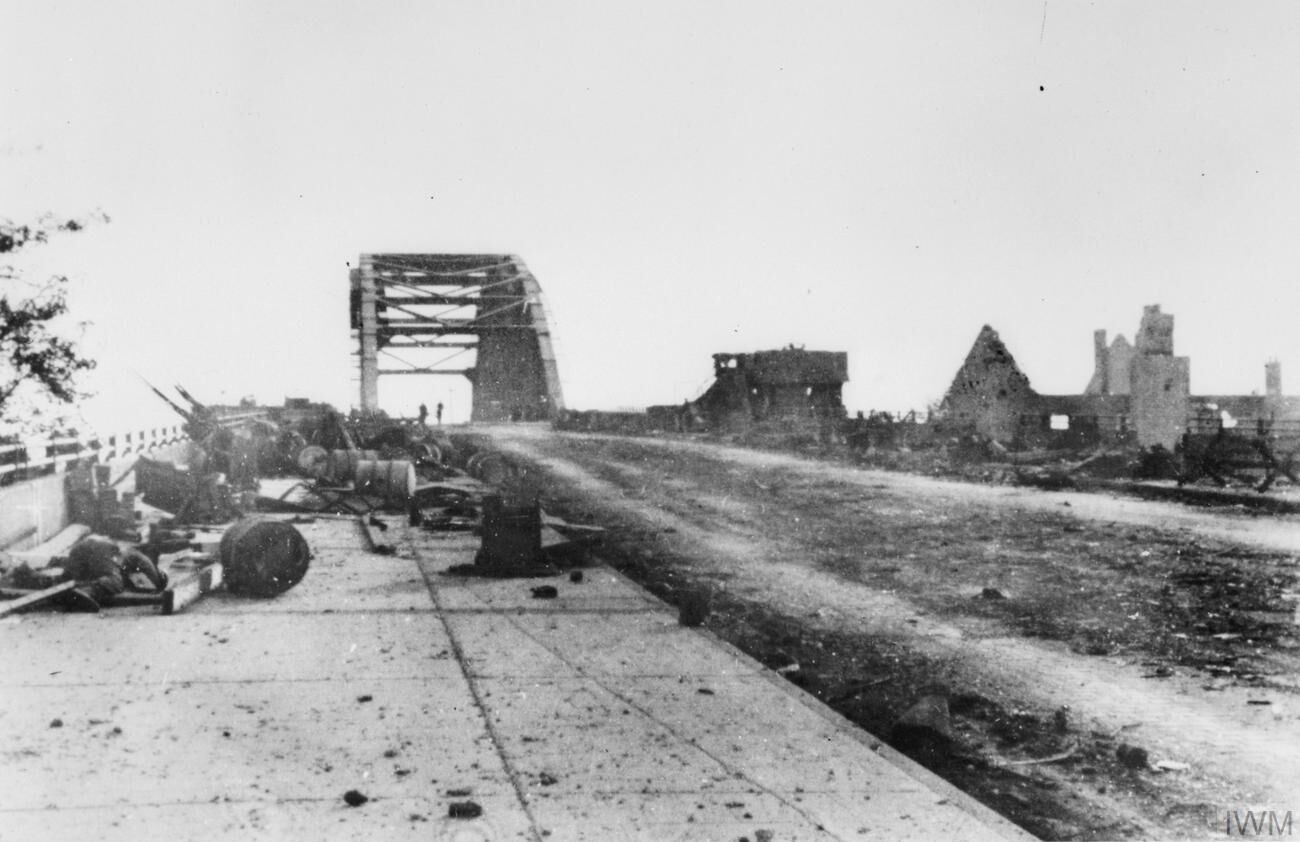
Міст в Арнемі. Операція «Маркет-Гарден». 1944

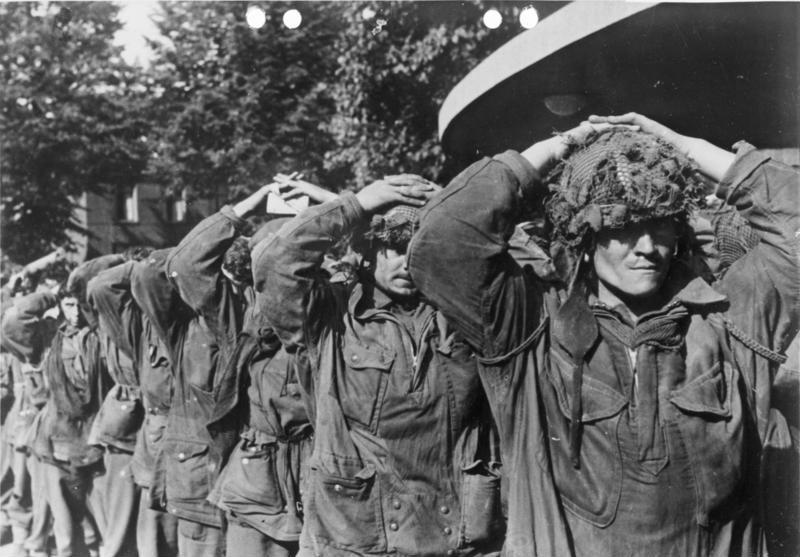
Британські десантники захоплені в полон. Операція «Маркет-Гарден». Вересень 1944

Англійці істотно розвинули свою тактику: вони запропонували створити літаки подвійного призначення: транспортні бомбардувальники — іншими словами, великі багатомоторні літаки які повинні були здійснювати не лише перевезення військ і висаджувати посадочні десанти, а і здійснювати, у випадку потреби, повітряні нальоти на населені пункти противника. З погляду колоніальних конфліктів і відсутності у повстанців ППО доцільність подібної доктрини була очевидна, тому у 20-х — початку 30-х років англійці побудували досить багато таких універсальних машин (за ними пішли французи й італійці, стурбовані подібними проблемами — утриманням у покорі своїх колоніальних імперій у Північній Африці).
Згодом літаки такого призначення брали участь в операціях з «умиротворення» населення Іраку, Британського Сомалі, Англо-Єгипетського Судану, Протекторату Аден, Ємену й у боях на північно-східній кордоні Індії проти афганців. Таким чином, англійців можна вважати фактичними родоначальниками операцій типу «повітря — земля». Але, до створення на початку 30-х років нового роду військ — повітрянодесантних, британці віднеслися з помітною прохолодою.
Київські навчання в 1935 році з ефектною масовою висадкою парашутного десанту, зробили враження на кого завгодно, але тільки не на англійську делегацію. Її глава генерал-майор Арчибальд Вейвелл, що згодом став фельдмаршалом і був жорстоко битий Е.Роммелем у Північній Африці, послав у військове міністерство критичний звіт про застосування ПДВ, вказавши на велике розсіювання парашутистів після викидання й нібито пов'язану із цим неможливість керування висадженими частинами. Повідомлення А.Вейвелла, накладене на традиційну «закостенілість» королівської армії, надовго загальмувало створення національних повітрянодесантних військ.
Тріумфальне використання Німеччиною її парашутних частин під час швидкоплинних кампаній у Норвегії, Данії, Бельгії та Голландії в 1940 році так і не переконало ортодоксальних британських військових у необхідності створення аналогічних власних підрозділів. Лише 22 червня 1940 року, вже практично після розгрому Франції, прем'єр Вінстон Черчилль видав наказ про початок формування різних частин спеціального призначення, у тому числі й парашутного корпусу.
Перший тренувальне десантування парашутистів було проведено 13 липня 1940 року; з набраних на той час добровольців швидко сформували окремі підрозділи, що отримали загальну назву Парашутного полку (англ. Parachute Regiment). Незважаючи на серйозні попередні тести й медичні комісії, відсівання курсантів-парашутистів з різних причин («відмовників», травмованих і загиблих) становило 15-20 відсотків, головним чином через крайню складність виконання стрибків з літаків «Вїтлі». Власно парашутна підготовка перших британських десантників була досить інтенсивною і якісною — 1 листопада 1940 року був проведений перший випуск школи в Рінгуєй (290 чоловіків за десять тижнів тренувань зробили більш ніж по 30 стрибків на кожного курсанта).
Виконуючи директиву В.Черчилля (оголошену одразу після Критської операції), штаб королівських ВПС почав лихоманкову діяльність з формування до травня 1942 року 1-ї парашутної бригади, у штаті п'яти тисячі десантників.
Згодом розпочалося формування ще однієї — 6-ї повітрянодесантної бригади. У перспективі обидві бригади перетворювалися на повітрянодесантні дивізії. Командував парашутистами один з висуванців Черчилля — генерал-майор Фредерік Браунінг, що належав до вищого британського суспільства. У листопаді 1941 року кістяк 1-ї бригади був сформований і розпочав активну бойову підготовку.
У цей час до лав ПДВ потрапив, мабуть, найвідоміший британський десантник — майор Джон Фрост, що особливо відзначився потім під Брюневалем, у Тунісі й в Арнемі. Бомбардувальники «Вітлі» нарешті були зняті з озброєння навчальних частин ПДВ; тепер тренувальні стрибки здійснювалися із прив'язних аеростатів. Результат не сповільнив себе чекати: при підготовці понад 1 700 чоловіків для 2-го й 3-го батальйонів у листопаді 1941 року «відмовників» виявилося тільки двоє, так ще десяток курсантів отримав травми (для порівняння — при стрибках з тісного посадкового люка «Уїтли» рік назад з 340 чоловіків двоє загинуло, 20 виявилися травмованими, а 30 відмовилися від виконання стрибка).
Формування 1-ї та 6-ї повітрянодесантних дивізій було завершено до 1943 року. Наприкінці війни до них приєдналася 5-a пдд, але взяти участь у бойових діях вона не встигла. 6-та дивізія, що стала типовою, нараховувала близько 12 тисяч чоловіків. До її складу входили дві парашутні бригади, а також одна планерна. Кожна бригада мала у своєму складі по три батальйони. Розвідувальний полк дивізії отримав на озброєння легкі танки «Тетрарх».
У 1944 році на озброєнні повітрянодесантної дивізії знаходилося 16 легких танків, 24 75-мм польових, 68 57-мм та 77-мм протитанкових гармат, 23 20-мм зенітних гармати, 535 легких піхотних гармат, 392 ручних протитанкових гранатомети PIAT, 46 станкових (Vickers Mk I) і 966 ручних кулеметів (BREN Mk I), 6504 пістолети-кулемети STEN і 10 113 гвинтівок і пістолетів. Відносну мобільність частин дивізії забезпечували 1692 одиниці транспортних засобів (у тому числі 904 3/4-тонних джипи, а також 567 вантажівок і тягачів) і 4502 мотоцикли, мопеди й велосипеди.

### Парашутисти Британської імперії
Крім власно англійських частин, ПДВ британців доповнював 1-й Канадський парашутний батальйон (англ. 1st Canadian Parachute Battaillon). Батальйон сформували 1 липня 1942 року, а в серпні 85 офіцерів, сержантів і солдатів з його складу прибули до Рінгвей для проходження спецпідготовки. Незабаром у Шайло був утворений канадський парашутний навчальний центр. Тим часом батальйон, що завершив підготовку, увійшов до складу 3-ї парашутної бригади 6-ї повітрянодесантної дивізії й брав участь в десантній операції в Нормандії і наступних боях у Європі (у тому числі в Арденнах на Різдво 1944 року).
У березні 1945 року канадці брали участь в операції «Версіті» (десант за Рейном), а потім батальйон виведений на батьківщину й у вересні розформований.
Слідом за першим батальйоном канадці укомплектували ще три. До цього пізніше додалися по одному австралійському й південноафриканському батальйоні, що дозволило британцям разом зі штатною чисельністю 44-ї індійської повітрянодесантної дивізії довести загальну чисельність ПДВ до 80 000 чоловіків.

### Індійські парашутисти
Перший загін десантників на території Індії сформували ще 15 травня 1941 року. Однак офіційно про створення 50-ї індійської парашутної бригади оголошено тільки в жовтні 1941 року. Її комплектування проводилося в Делі, у той час як на авіабазі в районі Нью-Делі був організований навчальний центр під найменуванням «Airlanding School» («Повітряно-десантна школа»). Бригада складалася з 151-го британського, 152-го індійського й 153-го гуркського парашутних батальйонів. Перші навчальні стрибки відбулися 15 жовтня під Карачі, а в лютому 1942 року проведені перші бригадні навчання з висадки повітряного десанту.
Бойове хрещення бригада прийняла ще в 1942 році: невеликі групи десантників тричі зробили перші стрибки з парашутом у бойових умовах. У липні роту індійського батальйону скинули в Синд у ході невдалої операції з придушення заколоту одного з місцевих племен. У тому же місяці розвідгрупа з 11 осіб десантувалася поблизу М'їчина (територія Бірми) із завданням збору даних про дислоковані там японських силах. У серпні ще 11 чоловіків висадилися в Бірмі, у районі Форт-Херц, щоб підготувати невеликий аеродром для прийняття планерів із групами шиндітів.
У березні 1944 року 50-та бригада передана в підпорядкування командуванню 23-ї піхотної дивізії із завданням перешкодити японському наступу на північно-східні райони Індії. Бої там тривали до липня, і бригада, блискуче зарекомендувала себе в оборонних боях під Імпхалом і Кохимою. У цей же час створюється 44-та індійська пдд змішаного складу, яку пізніше підсилили 77-ю індійською парашутною бригадою.
Безпосередньо перед закінченням війни 44-ту дивізію перевели на нову базу в Карачі, перейменувавши її на 2-гу індійську пдд.

### Іракські десантники
Крім індусів, сикхів і гуркхів, що боролися на різних фронтах на славу Великої Британії, англійці залучили під свої прапори й арабів. Навіть Ірак, що не входив до складу імперії, а в 1941 році, що перетворився на арену боїв між про-німецьки налаштованими повстанцями й британським експедиційним корпусом, виставив свій контингент. В 1942 році сто п'ятдесят офіцерів і сержантів королівської іракської армії, що пройшли під керівництвом британських радників спеціальну підготовку, укомплектували знову створений 156-й парашутний батальйон. Потім його включили до складу 11-го англійського парашутного батальйону, «знизивши» до парашутної роти. У цій якості араби брали участь у боях в Італії й десантах на острови Егейського моря (липень 1943 року).
Через півроку перший в Іраку парашутний підрозділ був розформований через непотрібність.

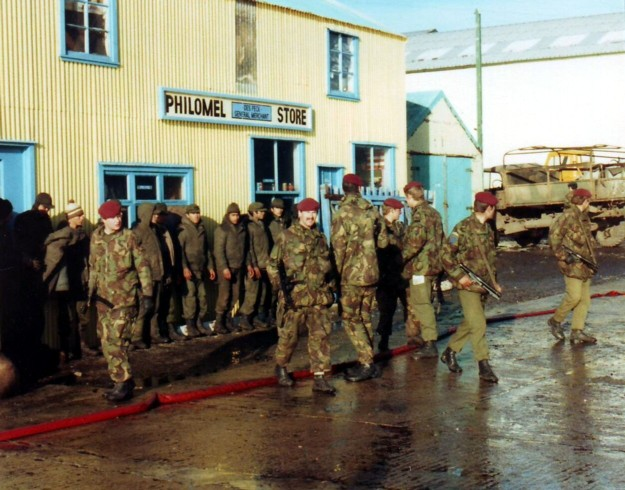
Аргентинські військовополонені під охороною десантників. Фолкленди. 1982

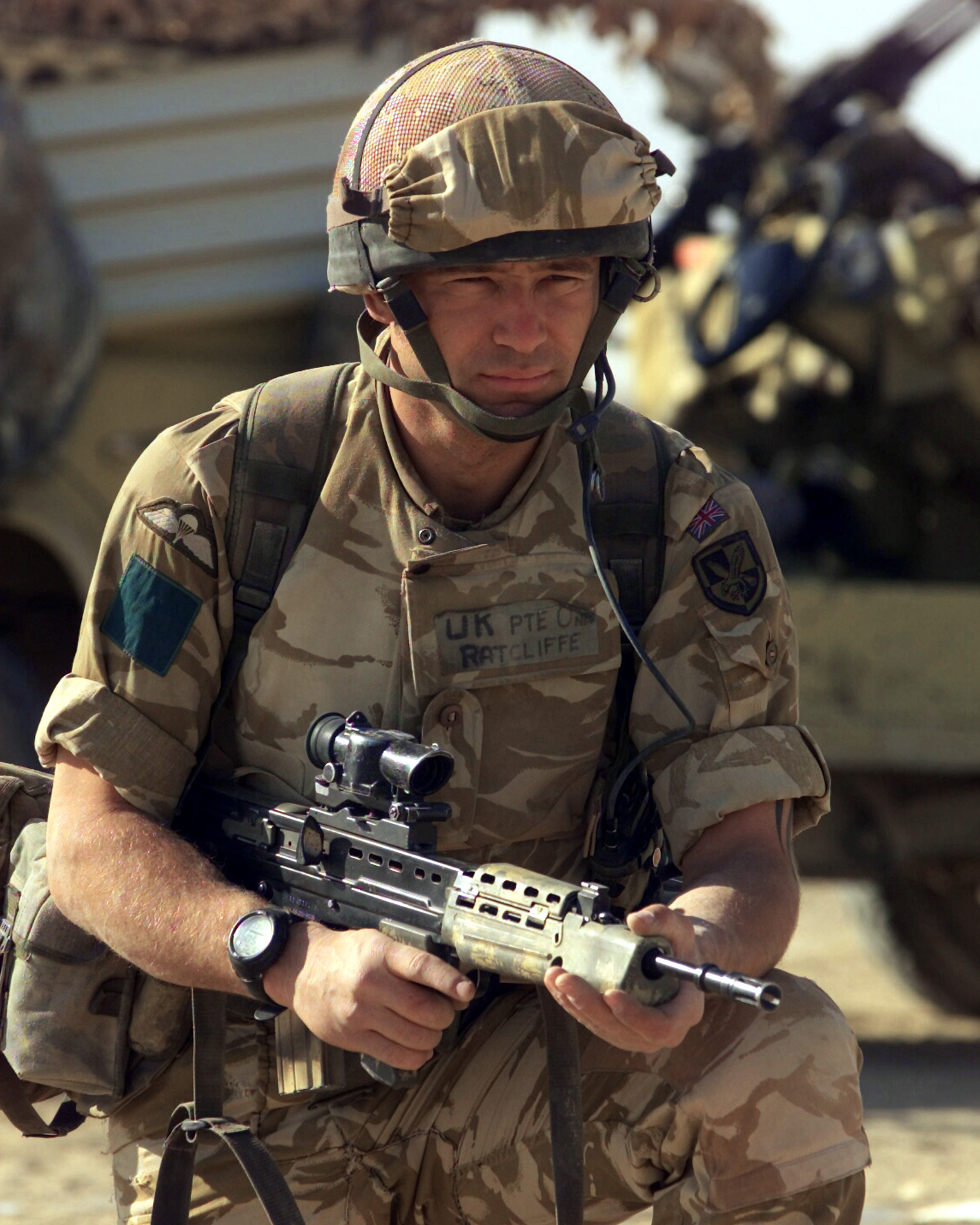
Десантник з автоматичною гвинтівкою L85A2. Ірак. 2007

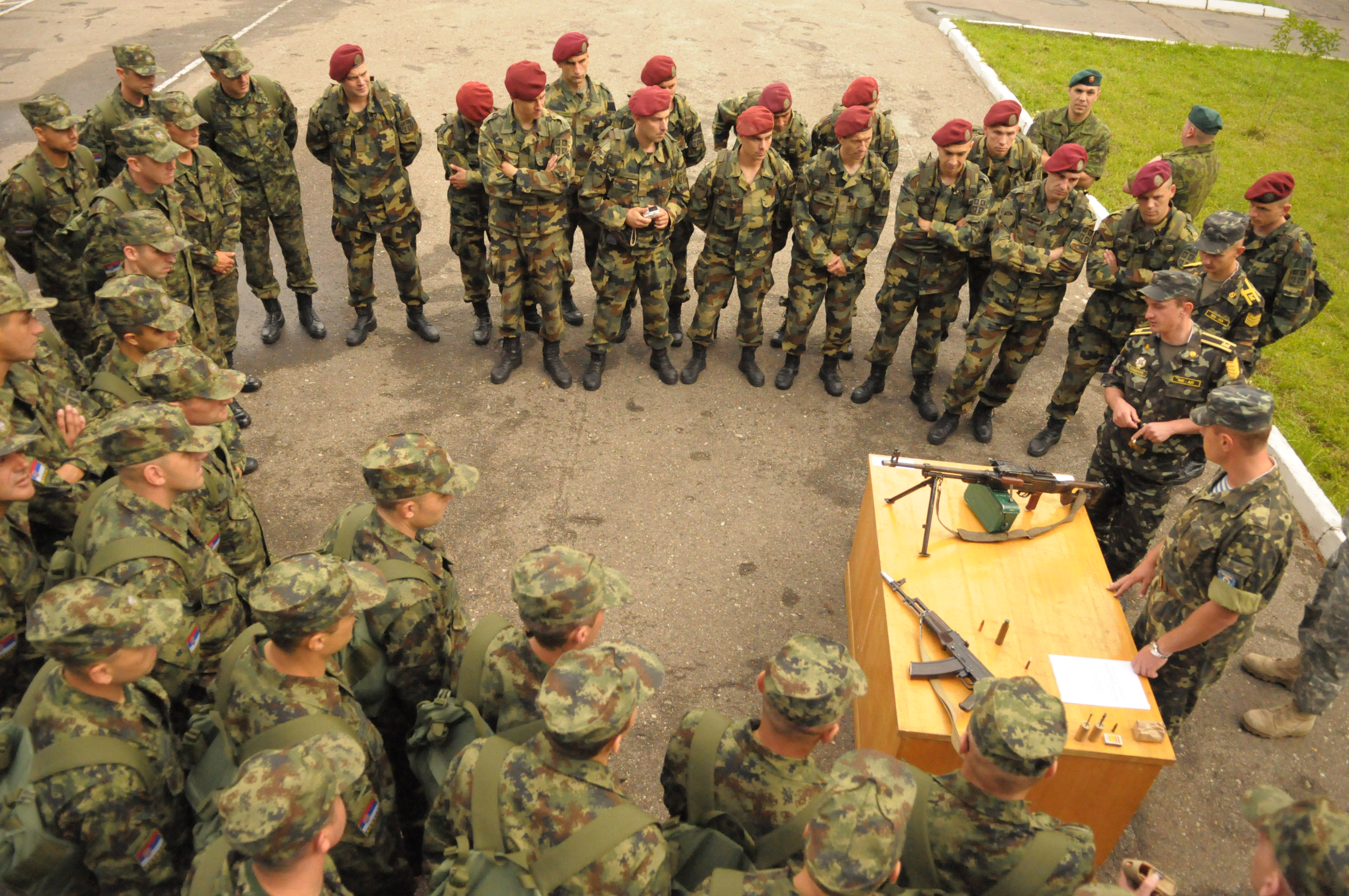
Британські десантники на спільних заняттях з представниками українських аеромобільних військ. Військові навчання «Репід Трайдент-2011». Яворівський військовий полігон. 24 липня 2011

## Участь у бойових операціях

### Перші кроки
Перша успішна бойова операція британських десантників, відбулася на узбережжі Ла-Маншу й носила скоріше диверсійний, ніж класичний бойовий характер. Рота 2-го парашутного батальйону під командуванням майора Джона Фроста в останню ніч зими 1942 року висадилася зі швидкохідних десантних барж на французьке узбережжя, атакувала німецький радарний пост у містечку Брюневаль, у короткій сутичці ліквідувала охорону й вкрала секретне радарне встаткування (усе, що десантники не змогли взяти із собою, було сфотографовано, а потім приведено в непридатність). Виконавши завдання, група Фроста без бою відійшла до берега й переправилася на судна, що очікували, втративши всього двох осіб полоненими — останні (радисти) не зуміли відшукати в темряві дорогу до місця збору.
Справжнє бойове хрещення англійські «пари» прийняли під час висадки в Північній Африці — операції «Смолоскип». Ця акція стала першою великомасштабною десантною операцією союзників у Другій світовій війні, своєрідною репетицією до майбутнього вторгнення в Європу.
Британські десантники загальною чисельністю близько 1200 чоловіків отримали завдання захопити низку важливих аеродромів, штабів і вузлів зв'язку. Крім того, висаджені далеко на лівому фланзі сил вторгнення парашутні десанти повинні були опанувати кількома ключовими пунктами дорогою в Туніс, де групувалися розрізненні німецько-італійські війська. Англійські ПДВ в операції в цілому успішно впоралися зі своїми завданнями. Парашутисти Великої Британії незабаром заслужили в німців прізвисько «die roten Teufel» — «червоні дияволи».

### Операції в Європі
Перше великомасштабне застосування 1-ї британської повітрянодесантної дивізії відбулося під час вторгнення на Сицилію. Для її проведення союзники мали більш ніж 1 000 транспортних літаків і вантажних планерів, головним чином для перекидання повітрянодесантних частин (8830 чоловіків), що брали участь у висадці.
При вторгненні в Південну Італію, з метою забезпечити розгортання союзних військ на Мессинському плацдармі з боку «каблука» Апеннінського півострова зі спеціально виділеного загону кораблів і судів була висаджена 1-ша повітрянодесантна дивізія. Тільки невеликі розвідувальні підрозділи були викинуті з парашутами, основна маса сил дивізії, не зустрічаючи опору, вступила на італійський берег як морський десант.
Завершили свою кар'єру на Середземне море англійські ПДВ у Греції, коли їхні окремі частини (у тому числі підрозділ SAS) підтримували захоплення безлічі дрібних островів в Егейському морі. 2 жовтня 1944 року за прикладом німців здійснена висадка на Крит. Незабаром парашутний десант висадився й у материковій Греції. 1 листопада повітряний десант зайняв Салоніки, а через 12 днів англійці увійшли до Афін.

### Нормандія
При підготовці до висадки в Нормандії 1-шу та 6-ту дивізії звели в 1-й британський повітрянодесантний корпус (англ. 1st British Airborne Corps), що утворив разом з 18-м повітрянодесантним корпусом армії США 1-шу повітрянодесантну армію під командуванням американського генерал-лейтенанта Луїса Х. Бреретона.
6 червня 1944 року невдовзі до опівночі 8000 чоловіків зі складу 6-ї дивізії десантувалися на французьке узбережжя, щоб захопити й охоронити від підриву мости через Канський канал і річку Орн у містечка Ранвіль. Дії десантників, за задумом розробників вторгнення, повинні були істотно дезорганізувати німецьку протидесантну оборону й полегшити висадку на берег 3-ї англійської піхотної дивізії I корпусу 2-ї армії, виділеної для захоплення плацдарму «Сорд» — лівофлангової ділянки висадки союзників.
6-та пдд була зосереджена в районі Брайтона, де розташувалися та інші штурмові війська, що направляють на «Sword». Десантування частин дивізії було здійснено 733 літаками й 335 планерами у смузі оборони 716-ї німецької піхотної дивізії на схід від міста Кан.

#### Мервільська батарея
Під час планування вторгнення в Нормандію, у ході висадки десантних військ британці організували та провели одну дуже складну операцію, яку можливо порівняти із захопленням німцями форту Ебен-Емаель в травні 1940.
Біля берега, в районі Мервіля, розташовувалася артилерійська батарея чисельністю до 130 чоловіків. Розвідка союзників дійшла до висновку, що батарея має 150-мм гармати й тому являє серйозну загрозу при висадці морського десанту в цьому районі. «Батарея повинна бути знищена до висадки», — було вказано у наказі. Для виконання цього завдання був задіяний парашутний батальйон підполковника Отвея зі складу 6-ї парашутно-десантної дивізії.
Загальний план виглядав так: посилений батальйон чисельністю в 750 осіб повинен був незадовго до години ночі приземлитися між Мервілем і Гонневилем, зібратися у визначеному місці й у визначений час захопити опорний пункт. Проведення операції було ретельно відпрацьовано. Кульмінація — раптове приземлення вантажних планерів з 60 десантниками на борті прямо на територію батареї, водночас з початком штурму.
Повітряна розвідка з'ясувала, що опорний пункт огороджений смугою з колючого дроту в п'ять метрів шириною й у півтора метра висотою. А перед нею мінне поле, за ним перешкоди з колючого дроту. За цим загородженням ще одне мінне поле в 100 метрів шириною, огороджене колючим дротом. Опорний пункт складався з одиночних дотів, поєднаних в одну оборонну систему.
Підполковник Отвей одержав наказ: до 5 годин 15 хвилин 6 червня за будь-яку ціну захопити батарею. Інакше її накриє вогонь корабельної артилерії.
Операція була спланована ретельнішим чином. Солдати Отвея два місяці тренували напад. Вони побудували макет опорного пункту, навіть корови були позначені. Вони вправлялися. Застосовувалися всі досягнення військової техніки: вогнемети, протитанкові гармати, радіокеровані джипи, штурмові сходи, зв'язки ручних гранат, спеціальні вибухові заряди, автомобіль-лазарет, мікрофони, гучномовці тощо.
Перед початком штурму були задіяні 109 бомбардувальників «Ланкастер». Вони проводили бомбардування протягом 10 хвилин: 382 тонни бомб повинні були зрівняти укріплення із землею. Під прикриттям бомбардування — висадка десантників.
Незадовго до півночі десантні й розвідувальні групи покинули Англію. Бомбардувальники «Ланкастер» скинули бомби, але бомби, призначені для батареї, не потрапили в ціль. Проте, потрапивши під зенітний вогонь під час десантування, військово-транспортним літакам довелося різко маневрувати. В їх бойових порядках усе перемішалося. Десантники були розсіяні далеко друг від друга. Деякі опинилися за 50 кілометрів від цілі! Вантажні планери з десантниками, які повинні були сісти на даху бункера не змогли виконати завдання. Два були збити, третій планер здійснив вимушену посадку ще в Англії.
Підполковник Отвей через півтори години зміг зібрати лише 150 солдат з 750! Попри це, він наказав почати операцію. О 3 години 30 хвилин розпочався штурм, але німці змогли організовано зустрінути противника. Кулемети батареї відкрили вогонь. Штурмова група вогнем прокладала шлях до опорного пункту. У гармат опорного пункту в кривавій рукопашній сутичці зійшлися артилеристи. Але вже через 30 хвилин усе було кінчено. З 150 солдатів Отвея 66 загинули. У німців сто чоловіків загинули в бою, 22 було поранено й здалися в полон.
І ось тут з'ясувалося: на батареї Мервіля взагалі не було 150-мм гармат, тільки 75-мм, що не становили серйозної загрози для морського десанту. Для обстрілу морських цілей вони не були придатні. Таким чином, вся операція виявилася грубою помилкою — це часто буває на війні. І ще одну помилку допустили англійці. Захопивши батарею, підполковник Отвей, не одержавши підтвердження на свій сигнал, змушений був залишити опорний пункт, щоб не стати жертвою своєї ж корабельної артилерії.
У подальшому завдяки низки прорахунків ця батарея переходила з рук у руки ще кілька разів аж до початку липня.

### Південна Франція, Голландія, Рейн
15 серпня 1944 року британці брали участь в операції «Драгун» — висадці десанту на південне узбережжя Франції в Провансі. До складу повітряного десанту (англо-американська бригадна бойова група «Регбі») загальною чисельністю 9732 чоловіки увійшов 10-й окремий парашутний полк британців. Група висаджувалася на 535 транспортних літаках і 465 планерах.
У вересні 1944 року 1-ша пдд, якою командував генерал-майор Роберт Аркарт, брала участь в одній із найграндіозніших та найневдаліших повітрянодесантних операцій Другої світової війни, що отримала назву Арнемської або Голландської (кодове найменування «Маркет-Гарден»). З аеродромів Південної Англії в перший день операції повинні були висадитися 5700 англійських десантників (50 % особового складу 1-ї дивізії разом з її штабом). Наступного дня ця цифра повинна була скласти 100 %. Незважаючи на увесь натиск парашутистів, штурм не вдався. Тому в цілому, операція зазнала поразки, з приводу того, що 1-ша повітрянодесантна дивізія була не спроможна захопити та утримати мости поблизу голландського міста Арнем, попри те, що в цілому вони протрималися значно довше раніше запланованого терміну. Частини XXX армійського корпусу Великої Британії, не змогли прорвати оборонні споруди на визначеній ділянці, й більша частина сил 1-ї повітрянодесантної дивізії (близько 7000 парашутистів) була захоплена в полон.
Голландська та Рейнська повітрянодесантні операції завдали смертельного удару по посадочно-десантних планерних частинах британських ПДВ: більшість пілотів планерів, що висаджувалися під Арнемом, опинилася в полоні або загинули. Бої на Рейні остаточно добили цей рід військ: втрати серед спішно набраних після Арнему й на швидку руку підготовлених пілотів виявилися настільки великі, що аж до закінчення війни планерні частини більше не брали участі в бойових діях. 1946 року вони були розформовані.

### Південно-Східна Азія
У першій половині 1945 року в рамках операції «Дракула» британський штаб в Індії запланував провести повітрянодесантну операцію в районі столиці Бірми — Рангун (розташована за 35 кілометрів від гирла річки Рангун). Річка була густо замінована як японцями, так і союзною авіацією. Тому щоб забезпечити прикриття тральщикам, а потім десантним баржам, було ухвалене рішення захопити плацдарм на її західному березі за допомогою повітряного десанту. Найважливішим пунктом, що панував над гирлом, була висота Елефант-Пойнт. Завдання опанувати нею доручили парашутному батальйону «Гуркха» спеціального призначення, сформованому з добровольців 50-ї бригади і посиленому саперними підрозділами.
О 3 години 10 хвилин ранку 1 травня 1945 року почалася операція. Як і повідомляла розвідка, у зоні висадки десанту не виявилося ворожих частин, але під час повітряного нальоту союзної авіації на район Елефант-Пойнт штурмовики помилково атакували один з підрозділів парашутистів (близько 40 чоловіків отримали поранення). Пополудні проводиться десантування головних сил: уже через півгодини індійські десантники захопили всю висоту, знищивши за допомогою вогнемета єдиний японський бункер. Батальйон виведений у звільнену бірманську столицю 3 травня, а перед поверненням в Індію 17 травня був ще раз десантований на позиції японців — під Тохай.

### Післявоєнний час
Хоча післявоєнні демобілізації суттєво скоротили британські повітрянодесантні війська, десантники продовжували захищати честь британського прапора у всьому світу: вони розгорталися в Палестині (до 1947 року), у Малайзії, билися на Суецькому каналі під Порт-Саїдом (1956), на Кіпрі (1964), в Ємені (1965) і на Борнео. З 1969-го по 1972 рік їх досить сумнівним образом використали в Північній Ірландії як внутрішні війська. У 1982 році в ході Фолклендського конфлікту, після того як два батальйони парашутного полку наочно продемонстрували усьому світу, що британський повітряний десант і тепер цілком гідний слави своїх знаменитих попередників, героїв Тунісу й Арнема, вони знову виявилися в центрі загальної уваги й визнання.

## Екіпірування й озброєння

### Зброя
Британські десантники мали у своєму розпорядженні досить вдало розроблені парашути «тип X» (X-type) різних модифікацій, найпоширенішим з яких став «Hotspur» Mk II, в основі їх лежала конструкція парашутів американської фірми «Irvin».
Спеціального стрілецького озброєння англійські десантники практично не мали. Єдиним винятком став пістолет-кулемет Vesely Machine Carbine (автоматичний карабін системи «Веселі»), під патрон 9mm Parabellum, що розроблявся в 40-ві роки. Але ця зброя вийшла складною і ненадійною.
Гвинтівки, автомати й кулемети впаковувалися в індивідуальні чохли, пошиті з світло-коричневої шкіри, які кріпилися до парашутного ранця.

### Важке озброєння й бойова техніка
Доставка десантників до місця висадки здійснювалася за допомогою кількох типів планерів. Основним зразком був «Горса» I, що брав на борт 25—29 солдатів зі спорядженням, 3/4-тонний автомобіль із причепом 1/4 т або 3,1 тонни вантажу (за деяким даними до 3,4 тонни). Планер являв собою традиційний для засобів даного роду підкісний високоплан, керований екіпажем з двох чоловіків.
Важка техніка перекидалася по повітрю за допомогою 16-тонного планера «Гамількар», здатного підняти в повітря 7,8 тонни різних вантажів (легкий танк, бронетранспортер «Universal Carrier», 40 солдатів або польову гармату з тягачем).
Але застосування планерів у ході проведення бойових операцій було не зовсім успішним. Як приклад можна навести невдалу висадку посадочного десанту англійської 1-ї повітрянодесантної дивізії на півдні від Сіракуз в ході Сицилійської повітрянодесантної операції. Унаслідок навігаційної помилки (до слабкої видимості додався сильний рвучкий вітер) літаки, що буксирували 133 планера, передчасно відчепили планери й 47 машин змушені були сісти на воду. При цьому загинуло понад 250 десантників, навантажених важким штурмовим спорядженням. Ті машини, що зуміли дотягти до острова, не змогли нормально приземлитися — гострі скелі, що покривають поверхню Сицилії, послужили причиною тому, що вдало сіло лише 12 планерів. Десант, що нараховував 1 600 чоловіків, при цьому втратив майже третину свого складу — і це без серйозної протидії з боку противника! 101 пілот планерів потонув, розбився або одержав важкі травми.
У 1944 році ситуація повторилася: під час посадочного десанту в Нормандії, планери знову понесли важкі втрати — з 196 машин, що приземлилися в англійському секторі, 71 отримала пошкодження, в основному небойові, пов'язані із труднощами посадки в темряві на пересічену місцевість, у багатьох місцях покриту густою мережею протипарашутних і протипланерних загороджень («спаржею Роммеля» або «booby traps» — «пасток для дурнів» — комбінацій малопомітних перешкод і мінних полів). При цьому із загального числа союзних військово-транспортних літаків, що проводили в цю ніч десантування двох американських і однієї англійської дивізій (2359 одиниць), німецькою зенітною артилерією було збито лише 20.
Основними літаками, які були на озброєнні британських парашутистів залишалися американські ленд-лізовскі транспортно-десантні літаки «Dakota» (Douglas C-47 Skytrain), а також його варіант, створений спеціально для ПДВ, С-53 «Skytrooper» (в англійських повітрянодесантних військах ці машини часто називали «Paradac» (від слів «para» — «парашутист» і «dacota» — «дакота»). Зокрема, для висадки підрозділів 1-ї пдд у районі Арнема в ході повітрянодесантної операції в Голландії у вересні 1944 року залучалося 145 літаків, 341 планер «Horsa», 13 — «Hamilcar» і 4 американських планери Waco.
До речі англійці стали піонерами з десантування з парашутом різних зразків важкого озброєння й транспортних засобів. Для цього використовувалися спеціальні платформи з амортизаторами. Так, для забезпечення нормального приземлення стандартного легкового автомобіля джипу (Willys MB або Ford GPW) масою 1020 кг було потрібно чотири вантажних парашути. Невибагливі всюдиходи без особливих проблем переносили приземлення, але все-таки англійці воліли перевозити техніку на планерах. Насиченість десантних частин джипами була дуже високої, як згадували німецькі солдати під Арнемом, розвідувальні патрулі англійців і американців снували на околицях зайнятих ними плацдармів, «як мурахи».
Для посилення частин десанту після висадки були створені легкі авіадесантні танки. Першим з них, створеним ще в 1937 році в ініціативному порядку фірмою «Vickers», став А. 17 Mk VII. Згодом машина отримала назву «Tetrarch» Mk I, з бойовою масою 7,64 тонни й екіпажем три чоловіки. Танк мав на озброєнні 40-мм гармату Vickers OQF Mk IX й спарений з нею чеський 7,92-мм кулемет BESA. Бронебійний снаряд гармати пробивав 57-мм броню на дальності до 450 метрів при куті зустрічі 30 градусів. Боєкомплект 50 артилерійських пострілів, 2025 патронів. Максимальна швидкість по шосе досягала 64 км/год, запас ходу 224 кілометра. «Тетрарх» міг долати такі перешкоди: підйом до 35 градусів, вертикальну стінку висотою до 0,5 метра, рів шириною до 2,2 і брід глибиною до 0,9 метра.

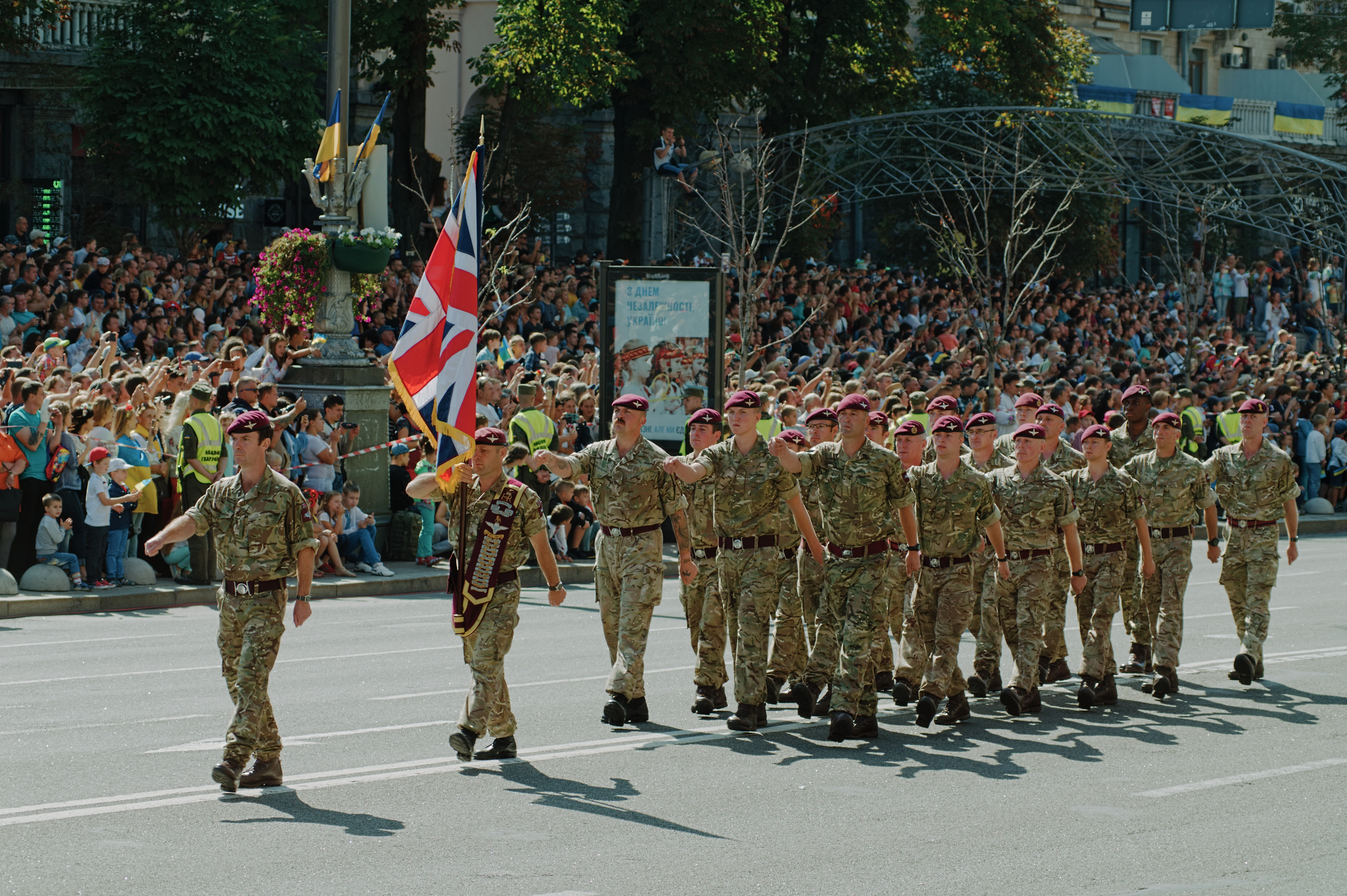
Британські десантники на параді на честь Дня Незалежності України. 24 серпня 2018

Вперше в історії авіадесантна бронетехніка була застосована британцями в ході вторгнення в Північну Францію. Вісім легких танків «Тетрарх» 6-го повітрянодесантного розвідувального полку (англ. 6th Airborne Reconnaissance Regiment) були висаджені із планерів «Гамилькар». Одна з машин загублена над Ла-Маншем: планер потрапив у струмінь від гвинтів буксирувальника, увійшов у штопор і впав у море, причому танк випав через носову частину, що відкрилася, планера разом з екіпажем, інші благополучно висадилися у складі другої хвилі десанту із завданням атакувати міст через річку Орн. Практично всі машини, покинувши планери, заплуталися гусеницями в парашутах, покриваючи землю в районі приземлення, і в подальших боях участі не взяли. Ще вісім танків було висаджено з моря.
Пізніше британське міністерство оборони організувало закупівлю американських машин М22, озброєних 37-мм гарматою. До початку 1945 року кількість цих машин у британських ПДВ досягло 260 одиниць. На відміну від американців, британці застосовували свої танки у боях — при переправі через Рейн 25 березня 1945 року шість танків зі складу 6-ї пдд підтримували дії десантників.
Крім танків, десантники застосовували в Нормандській операції легкі гусеничні БТР «Universal Carrier» (універсальний транспортер) як бойову машину підтримки піхоти або тягач. Озброювалися ці маленькі машини з екіпажем 3-4 чоловіки, протитанковою рушницею Boys Mk I і одним кулеметом — 12,7-мм американським Browning M2, а частіше 7,62-мм ручним BREN Mk I.
Основним протитанковим засобом боротьби на полі бою до 1944 року була реактивна протитанкова рушниця PIAT калібру 50,8 мм, створене після успішного застосування американської базуки. Зброя мала слабку бронепробивність і виявилося недостатньо ефективним проти сильно броньованих німецьких танків, оснащених у цей час ще й додатковими протикумулятивними екранами.

### Сучасне озброєння
Британські десантники, як і вся британська піхота, оснащені бойовою 5,56-мм системою SA-80, що включає штурмову гвинтівку L85AI («індивідуальна зброя») і ручний кулемет L86AI («легка зброя підтримки»). Це зброя гарна показало себе на випробуваннях, але в реальних умовах виявилось, що вона достатньо капризна, не витримує частих стрибків з парашутом, і десантники беруть його із собою тільки на бойові операції. Для боротьби із бронетехнікою противника використовуються ракетні установки «Мілан».

## Військовослужбовці ПДВ Великої Британії, нагороджені Хрестом Вікторії
Молодший сержант Джон Баскифілд (англ. Lance-Sergeant John Baskeyfield) 1944
Під час проведення операції «Маркет-Гарден» молодший сержант Баскифілд був командиром гарматної обслуги. У ході боїв за Арнем сержант був важко поранений, а обслуга гармати загинула. Незважаючи на свої поранення, він продовжував самостійно вести артилерійський вогонь, доки противник не вивів зі строю артилерійську систему. Після цього Джон Баскифілд переповз до іншої гармати і без сторонньої допомоги продовжив вести бій, та встиг знищити самохідну артилерійську установку нацистів перед тим, як загинув.
Капітан Ліонель Квайрайпл (англ. Captain Lionel Queripel) 1944
Командир парашутно-десантної роти капітан Квайрайпл став одним з героїв Арнему, коли зі своїм підрозділом підпав під шквальний вогонь противника в боях за це місто. Отримавши поранення в обличчя, командир роти виніс з поля бою важко пораненого сержанта, власноручно знищив 2 кулеметні обслуги та захопив протитанкову установку. Відхід своїх військ в безпечну зону він забезпечував особисто, ведучи вогонь з особистої зброї та кидаючи ручні гранати.
Лейтенант Джон Грейбьорн (англ. John Grayburn) 1944
У ході боїв за Арнемський міст лейтенант Грейбьорн керував своїми людьми протягом трьох діб, героїчно утримуючи позиції навколо мосту, і хоча був двічі ранений він відмовився бути евакуйованим з поля бою. Його особиста мужність, лідерські якості й витримка дозволили десантникам утримувати міст щонайдовше. Мужній офіцер загинув у останню ніч цих боїв.
Флайт-лейтенант Девід Лорд (англ. Flight Lieutenant David Lord) 1944
Пілот військово-транспортного літака «Дакота» лейтенант Лорд здійснював висадку повітряного десанту у районі Арнему та попав під зенітний вогонь ППО противника й спалахнув. Командир корабля продовжував утримувати повітряне судно, надаючи можливість екіпажу десантуватися, але невдовзі палаючий літак почав розпадатися й рухнув на землю. Відважний пілот загинув.
Майор Девід Кейн (англ. Major David Cain) 1944
Під час боїв за Арнем майор власноручно знищив німецький танк «Тигр» та озброєний лише легкою протитанковою рушницею примусив відступити танковий взвод. Незважаючи на поранення хоробрий командир продовжував багатого годин керувати боєм, відбив усі атаки нацистів та не відступив із зайнятих позицій.
Капрал Фред Топхем (англ. Corporal Fred Topham) 1945
Виконуючи обов'язки санітара 6-ї повітряно-десантної дивізії у ході Рейнської повітряно-десантної операції, капрал Топхем постійно брав участь в атаках, надаючи першу медичну допомогу пораненим та перетаскуючи їх у безпечні місця. Навіть отримавши поранення, він продовжив евакуацію особового складу з підбитого бронетранспортера, не звертаючи увагу на град ворожих куль, і врятував життя щонайменш трьох чоловіків.
Підполковник Герберт Джонс (англ. Lieutenant-Colonel Herbert Jones) 1982
Підполковник Герберт Джонс, командир 2-го парашутно-десантного батальйону загинув очолюючи атаку десантників у ході бою за Дарвін та Гус-Грін у Фолклендській війні 1982. Він атакував позицію аргентинської кулеметної обслуги з презирством до власної безпеки та був кілька разів поранений доки не впав біля ворожої позиції.
Сержант Йан МакКей (англ. Sergeant Ian McKay) 1982
Сержант МакКей, військовослужбовець 3-го батальйону парашутно-десантного полку, здійснив героїчний подвиг коли його командир взводу був поранений у ході Фолклендської війні 1982 року. Побачивши поранення командира, сержант вискочив з укриття та сміло атакуючи позицію противника під шквальним вогнем, яким 2 десантника були поранені та один вбитий, МакКей закидав ворога ручними гранатами. Атака мужнього парашутиста, якій пожертвував власним життям, відволікла аргентинців від головних сил взводу, якій зміг захопити визначену позицію.